# C・トーマス・ハウエル
C・トーマス・ハウエル（C. Thomas Howell, 1966年12月7日 - ）は、アメリカ合衆国の俳優、映画監督。

## 略歴
ロサンゼルス出身。父親はスタント・コーディネーターで、ロデオのプロでもあるクリス・ハウエル。幼少から父による訓練を受けてカリフォルニア・ロデオ協会の代表に選ばれたこともある。10代にして『E.T.』で助演、『アウトサイダー』で主演。1980年代若手スターの総称であった「ブラット・パック」の一員とされる。高校を2年飛び級して卒業。UCSフィルム・スクールに進む。カルト的人気を博したサイコ・サスペンス映画『ヒッチャー』の主演でアイドル的人気を払拭したが、その後低迷し、『侵入者』などのエロティック・サスペンスに出演する時期もあった。『ヒッチャー95』では監督に挑戦。2000年代後半にはモックバスター（模倣作品）専門のアサイラム社で『地球が静止した日』など3本のオリジナルビデオ作品を監督・主演している。
『ミスター・ソウルマン』で共演したレイ・ドーン・チョンと結婚。後に離婚。

## 出演作品

### 映画
| 公開年 | 邦題 原題                                                                         | 役名                                    | 備考                   |
| ------ | --------------------------------------------------------------------------------- | --------------------------------------- | ---------------------- |
| 1982   | E.T. E.T. the Extra-Terrestrial                                                   | タイラー                                | 「トム・ハウエル」名義 |
| 1983   | アウトサイダー The Outsiders                                                      | ポニーボーイ・カーティス                |                        |
| 1984   | ミスター・タンク Tank                                                             | ウィリアム・“ビリー”・キャリー          |                        |
| 1984   | グランドビューU.S.A. Grandview, U.S.A.                                            | ティム・ピアソン                        | 日本劇場未公開         |
| 1984   | 若き勇者たち Red Dawn                                                             | ロバート・モリス                        |                        |
| 1985   | シャイなラブレター Secret Admirer                                                 | マイケル・ライアン                      | 日本劇場未公開         |
| 1986   | ヒッチャー The Hitcher                                                            | ジム・ハルジー                          |                        |
| 1986   | ミスター・ソウルマン Soul Man                                                     | マーク・ワトソン                        |                        |
| 1987   | 殺意の大地 Into the Homeland                                                      | トリップ・ウィンストン                  | テレビ映画             |
| 1988   | サマー・デイズ A Tiger's Tale                                                     | Bubber Drums                            |                        |
| 1988   | トスカニーニ Young Toscanini                                                      | アルトゥーロ・トスカニーニ              |                        |
| 1989   | 新・三銃士/華麗なる勇者の冒険 The Return of the Musketeers                        | ラウル                                  | 日本劇場未公開         |
| 1990   | ファーアウトマンだ! Far Out Man                                                   | 本人                                    |                        |
| 1990   | ビーチバレーに賭けた夏 Side Out                                                   | モンロー・クラーク                      |                        |
| 1990   | ミステリー・アパート Curiosity Kills                                              | キャット・トーマス                      | テレビ映画             |
| 1990   | ザ・リベンジャー Kid                                                              | キッド                                  | 日本劇場未公開         |
| 1992   | C・トーマス・ハウエルの 相続人ハンター Nickel & Dime                              | ジャック・ストーン                      | 日本劇場未公開         |
| 1992   | ホールド・オン・ミー Breaking the Rules                                           | ジーン・マイケルズ                      |                        |
| 1992   | 恋に焦がれて That Night                                                           | リック                                  |                        |
| 1992   | バイオレントヒート To Protect and Serve                                           | イーガン                                | 日本劇場未公開         |
| 1992   | いちごヒーロー大作戦 Tattle Tale                                                  | バーナード・スプラット                  | テレビ映画             |
| 1993   | ストリート・リベンジャー Jailbait                                                 | リー・テフラー                          | ビデオスルー           |
| 1993   | ゲティスバーグの戦い/南北戦争 運命の三日間 Gettysburg                             | トーマス・チェンバレン                  | 日本劇場未公開         |
| 1993   | ガンクラッシャー Treacherous                                                      | ミッキー・スチュワート                  | 日本劇場未公開         |
| 1994   | サイバークローン Natural Selection                                                | ベン・ブレーデン / アレックス・コネリー | テレビ映画             |
| 1995   | 侵入者 Payback                                                                    | オスカー・ボンセッター                  | 日本劇場未公開         |
| 1995   | サディスティック Dangerous Indiscretion                                           | ジム                                    | 日本劇場未公開         |
| 1995   | サイバーヘッド Suspect Device                                                     | ダン・ジェリコ                          | テレビ映画             |
| 1996   | 追跡/ザ・スイーパー The Sweeper                                                   | マーク・ゴダード                        | ビデオスルー           |
| 1996   | ベビーフェイス ネルソン Baby Face Nelson                                          | ベビーフェイス・ネルソン                | 日本劇場未公開         |
| 1996   | デンジャラスゲーム L.A.大追跡 Pure Danger                                         | ジョニー・ディーン                      | 兼監督 ビデオスルー    |
| 1997   | ビッグ・フォール The Big Fall                                                     | ブレイズ・ライベック                    | ビデオスルー           |
| 1997   | 侵入者3 Laws of Deception                                                         | エヴァン・マリノ                        | 日本劇場未公開         |
| 1997   | カウントダウン Last Lives                                                         | アーロン                                | 日本劇場未公開         |
| 1997   | スペースデスペラード Dead Fire                                                    | タッカー                                | テレビ映画             |
| 1997   | バトルシップ Sleeping Dogs                                                        | サンチェス・ブーン                      | 日本劇場未公開         |
| 1997   | ジレンマ/秒の追跡 Dilemma                                                         | トーマス・“クイン”・クインラン          | 日本劇場未公開         |
| 1998   | バイスヒート Sealed with a Kiss                                                   | ミック・カレン                          | テレビ映画             |
| 1998   | ロスト・ゾーン Shepherd                                                           | ボリス・ダコタ                          | 日本劇場未公開         |
| 1998   | パズル Charades                                                                   | エヴァン                                | 日本劇場未公開         |
| 1999   | アバランチ・インフェルノ Avalanche                                                | ジャック                                | 日本劇場未公開         |
| 1999   | シークレット・オブ・アメリカ Hitman's Run                                         | トム・ホリー                            | 日本劇場未公開         |
| 1999   | エネミー・アクション Enemy Action                                                 | ジョン・リード                          | 日本劇場未公開         |
| 2000   | ホット・ボーイズ Hot Boyz                                                         | ロバーツ                                | ビデオスルー           |
| 2001   | インベスティゲイター Lawless: Dead Evidence                                       | ディーン・ライリー                      | テレビ映画             |
| 2001   | サバンナ Askari                                                                   | ジョス・マッキンリー                    |                        |
| 2002   | リーサルレギオン Killer Bees!                                                     | リンドン・ハリス                        | テレビ映画             |
| 2003   | ゴッド&ジェネラル/伝説の猛将 Gods and Generals                                    | トーマス・チェンバレン軍曹              | 日本劇場未公開         |
| 2003   | ヒッチャーII 心臓“完全”停止 The Hitcher II: I've Been Waiting                     | ジム・ハルシー                          | ビデオスルー           |
| 2004   | オーシャン・オブ・ファイヤー Hidalgo                                              | プレストン・ウェッブ                    |                        |
| 2004   | ザ・ナース Nursie                                                                 | ザック                                  | 日本劇場未公開         |
| 2004   | ヒルサイド・ストラングラー 丘の上の絞殺魔 The Hillside Strangler                  | ケネス・ビアンキ                        | 日本劇場未公開         |
| 2005   | キラー・アンツ 巨大殺人蟻の襲撃 Glass Trap                                        | カーティス                              | ビデオスルー           |
| 2005   | クリムゾン・フォース Crimson Force                                                | バスキン                                | テレビ映画             |
| 2005   | ロスト・キングダム/スルタンの暦 The Keeper: The Legend of Omar Khayyam            | フィールディング                        | 日本劇場未公開         |
| 2005   | H.G.ウェルズ 宇宙戦争 -ウォー・オブ・ザ・ワールド- H. G. Wells' War of the Worlds | ジョージ・ハーバート                    | 日本劇場未公開         |
| 2005   | ポセイドン・アドベンチャー The Poseidon Adventure                                 | バラード医師                            | テレビ映画             |
| 2006   | テキサス・チェーンキラー ビギニング Hoboken Hollow                                | クレイトン・コネリー                    |                        |
| 2006   | ダ・ヴィンチ トレジャー The Da Vinci Treasure                                     | マイケル・アーチャー                    | 日本劇場未公開         |
| 2008   | ハンティング・ゲーム Big Game                                                     | コーディ・“サリー”・サリヴァン          | 日本劇場未公開         |
| 2008   | 新・宇宙戦争 War of the Worlds 2: The Next Wave                                   | ジョージ・ハーバート                    | 兼監督 ビデオスルー    |
| 2008   | 地球が静止した日 The Day the Earth Stopped                                        | ジョシュ・マイロン                      | 兼監督 ビデオスルー    |
| 2009   | ランド・オブ・ザ・ロスト The Land That Time Forgot                                | フロスト・マイケルズ                    | 兼監督 ビデオスルー    |
| 2009   | アメリカン・パイ in ハレンチ教科書 American Pie Presents: The Book of Love        | Alumnus Guy #2                          | ビデオスルー           |
| 2010   | タワー・オブ・ザ・デッド Fight or Flight                                          | グラッソ                                | 日本劇場未公開         |
| 2011   | スパイダー・パニック!2012 Camel Spiders                                           | ボーモント                              | テレビ映画             |
| 2012   | アメイジング・スパイダーマン The Amazing Spider-Man                               | トロイ（ジャックの父）                  |                        |
| 2012   | REPEAT リピート MoniKa                                                            | ダブル                                  | 日本劇場未公開         |
| 2013   | Justice League: The Flashpoint Paradox                                            | プロフェッサー・ズーム                  | ビデオスルー 声の出演  |
| 2014   | 超巨大ハリケーン カテゴリー5 Category 5                                           | チャーリー・デュプイス                  | テレビ映画             |
| 2015   | ジャスティス・リーグ:ゴッド&モンスター Justice League: Gods and Monsters          | ウィル・マグナス                        | ビデオスルー 声の出演  |
| 2015   | ウッドローン Woodlawn                                                             | ジョージ・“ショーティー”・ホワイト      | 日本劇場未公開         |
| 2016   | アタック・オブ・ザ・キラー・ドーナツ Attack of the Killer Donuts                  | ロバーツ                                |                        |
| 2016   | LBJ ケネディの意志を継いだ男 LBJ                                                  | ウォルター・ジェンキンス                |                        |
| 2018   | スーサイド・スクワッド:ヘル・トゥ・ペイ Suicide Squad: Hell to Pay                | プロフェッサー・ズーム                  | ビデオスルー 声の出演  |
| 2019   | ミッドウェイ 運命の海 Dauntless: The Battle of Midway                             | Cpt. Browning                           |                        |

### テレビ
| 放映年           | 邦題 原題                                               | 役名                                  | 備考                                                                      |
| ---------------- | ------------------------------------------------------- | ------------------------------------- | ------------------------------------------------------------------------- |
| 1985-1986        | こちらブルームーン探偵社 Moonlighting                   | 郵便局員 / ウェイター                 | 2エピソード                                                               |
| 1996             | キンドレッド/狼の血族 Kindred: The Embraced             | フランク・コハネク                    | 7エピソード                                                               |
| 1998             | 新アウターリミッツ The Outer Limits                     | マイルス・ダヴィドウ                  | 第4シーズン第13話「帰還報告」                                             |
| 1998             | V.I.P.                                                  | フィル・シャーマン                    | 第1シーズン第8話「Val Got Game」                                          |
| 1999-2000        | イン アマゾン Amazon                                    | アレックス・ケネディ                  | 22エピソード                                                              |
| 2000             | アナザー・ライフ〜天国からの3日間〜 Twice in a Lifetime | トニー・トレメイン / フィル・バーロウ | 第2シーズン第7話「The Escape Artist」                                     |
| 2002             | サン・オブ・ザ・ビーチ Son of the Beach                 | ジェイソン・ダディコフ                | 第3シーズン第3話「In the Line of Booty」                                  |
| 2005             | ER緊急救命室 ER                                         | ヴィンセント・ジャンセン              | 第12シーズン第7話「誘拐犯」                                               |
| 2006             | 24 -TWENTY FOUR- 24                                     | バリー・ランデス                      | 2エピソード                                                               |
| 2009, 2013, 2020 | クリミナル・マインド FBI行動分析課 Criminal Minds       | ジョージ・フォイエ / リーパー         | 6エピソード                                                               |
| 2009-2013        | サウスランド Southland                                  | ビル・“デューイ”・デュデック          | 27エピソード                                                              |
| 2010             | サイク/名探偵はサイキック? Psych                        | カムデン・ドリッグス                  | 第5シーズン第9話「One, Maybe Two, Ways Out」                              |
| 2011             | トーチウッド 人類不滅の日 Torchwood: Miracle Day        | The Gentleman                         | 第4シーズン第4話「隔離」                                                  |
| 2011             | ザ・グレイズ 〜フロリダ殺人事件簿 The Glades            | ペイトン・ロビンソン                  | 第2シーズン第8話「偽善者たち」                                            |
| 2012             | ALPHAS/アルファズ Alphas                                | エリ・アキノ                          | 第2シーズン第2話「生き急ぐ者」                                            |
| 2012             | レボリューション Revolution                             | バウンティハンター                    | 第1シーズン第2話「決意の引き金」                                          |
| 2012             | キャッスル 〜ミステリー作家は事件がお好き Castle        | ジョン・キャンベル                    | 第5シーズン第7話「死のスワン・ソング」                                    |
| 2012             | HAWAII FIVE-0 Hawaii Five-0                             | マーティン・コルドバ                  | 第3シーズン第9話「死の願い」                                              |
| 2013             | サンズ・オブ・アナーキー Sons of Anarchy                | フランク・イーガン                    | 第6シーズン第2話「ソネット116番」                                         |
| 2013             | ブルーブラッド 〜NYPD家族の絆〜 Blue Bloods             | アレックス・ポランスキー              | 第4シーズン第8話「Justice Served」                                        |
| 2014             | GRIMM/グリム Grimm                                      | ウェストン・スチュワード              | 5エピソード                                                               |
| 2015             | スリーピー・ホロウ Sleepy Hollow                        | ミック・グレンジャー                  | 第3シーズン第1話「新たな使命」                                            |
| 2016-2018        | アニマル・キングダム Animal Kingdom                     | ポール                                | 10エピソード                                                              |
| 2017             | アウトキャスト Outcast                                  | サイモン・バーンズ                    | 3エピソード                                                               |
| 2017             | レイ・ドノヴァン ザ・フィクサー Ray Donovan             | ブローガン                            | 4エピソード                                                               |
| 2017             | Marvel パニッシャー The Punisher                        | カーソン・ウルフ                      | 3エピソード                                                               |
| 2017-2019        | SEAL Team/シール・チーム SEAL Team                      | アッシュ・スペンサー                  | 6エピソード                                                               |
| 2018             | THE BLACKLIST/ブラックリスト The Blacklist              | アール・フェイゲン                    | 第5シーズン第12話「コック」 第5シーズン第15話「パティ・スー・エドワーズ」 |
| 2018             | THE GOOD COP/グッド・コップ The Good Cop                | ビジネスマン                          | 第9話「皿洗いはなぜ殺された?」                                            |
| 2018             | MACGYVER/マクガイバー MacGyver                          | ヴァジル                              | 第3シーズン第4話「勇気+燃料+希望」                                        |
| 2018             | ダイナスティ Dynasty                                    | マックス・ヴァン・カーク              | 2エピソード                                                               |
| 2018             | ウォーキング・デッド The Walking Dead                   | Hilltop Resident                      | 第9シーズン第7話「楽器への想い」                                          |
| 2019             | BOSCH/ボッシュ Bosch                                    | ルイス・デグナー                      | 3エピソード                                                               |
| 2019             | ザ・テラー The Terror                                   | ボーエン                              | 5エピソード                                                               |
| 2021             | ウォーキング・デッド The Walking Dead                   | ロイ                                  | 第11シーズン第1話「Acheron: Part I」第2話「Acheron: Part II」             |

### コンピュータゲーム
| 発売年 | 邦題 原題                     | 役名                                      | 備考     |
| ------ | ----------------------------- | ----------------------------------------- | -------- |
| 2017   | インジャスティス2 Injustice 2 | レナード・スナート / キャプテン・コールド | 声の出演 |
| 2018   | Lego DC Super-Villains        | イオバード・ソーン / リバース・フラッシュ | 声の出演 |